# Macromitrium nanothecium
Macromitrium nanothecium là một loài rêu trong họ Orthotrichaceae. Loài này được Müll. Hal. ex Cardot mô tả khoa học đầu tiên năm 1915.